# Forever Fight
Forever Fight (Combatti per sempre dall'inglese) è l'ottavo album in studio del gruppo musicale power metal vicentino White Skull. Si tratta del loro primo album registrato anche con le tastiere, suonate dal tastierista dei Vision Divine e degli Etherna Alessio Lucatti, entrato da poco nei White Skull. Nella nuova formazione è presente anche il nuovo bassista Jo Raddi (sostituto di Steve Balocco) e, soprattutto, la nuova frontwoman Elisa "Over" De Palma (sostituta di Gustavo "Gus" Gabarrò); così, per la seconda volta, la band ritorna sulle scene con una voce femminile (la prima era stata Federica “Sister” De Boni).
L'album è un concentrato di heavy metal e power metal, con qualche chiaro elemento thrash metal. Il primo singolo estratto è Heavy Metal Axes, del quale è stato anche girato un video musicale.

## Tracce
1. We Are Coming (Strumentale) - 1:30
2. Escape - 5:23
3. Feel My Rage - 5:54
4. Spy - 3:50
5. Attle and Bleda - 6:27
6. Forever Fight - 3:47
7. Boudicca's Speech - 4:12
8. A Mother's Revenge - 5:49
9. Heavy Metal Axes - 3:52
10. Etzel - 4:10
11. Visions - 4:22
12. Beer, Cheers - 4:01

## Formazione
- Tony "Mad" Fontò – chitarra ritmica
- Alex Mantiero - batteria
- Elisa "Over" De Palma - voce
- Jo Raddi - basso
- Danilo Bar – chitarra solista
- Alessio Lucatti - tastiere